# ديفيد بروفان (لاعب كرة قدم)
ديفيد بروفان (بالإنجليزية: David Provan)‏ هو مدرب كرة قدم ولاعب كرة قدم بريطاني في مركز ظهير ‏، ولد في 11 مارس 1941 في فلكرك في المملكة المتحدة، وتوفي في 26 نوفمبر 2016. شارك مع منتخب اسكتلندا لكرة القدم. أما مع النوادي، فقد لعب مع كريستال بالاس ونادي بليموث أرجايل ونادي رينجرز ونادي سانت ميرين.

## وصلات خارجية
- ديفيد بروفان (لاعب كرة قدم) على موقع الاتحاد الإسكتلندي (الإنجليزية)
- ديفيد بروفان (لاعب كرة قدم) على موقع قاعدة بيانات كرة القدم.إي يو (الإنجليزية)
- ديفيد بروفان (لاعب كرة قدم) على موقع عالم كرة القدم.نت (الإنجليزية)